# Richard Staudt
Richard Wilhelm Albrecht Staudt (spanisch: Ricardo W. Staudt, * 6. März 1888 in Berlin; † 8. Mai 1955 in Buenos Aires) war ein deutsch-argentinischer Unternehmer, der sich auch als Kunstsammler und Genealoge betätigte und der Nazibewegung in Argentinien angehörte.

## Leben

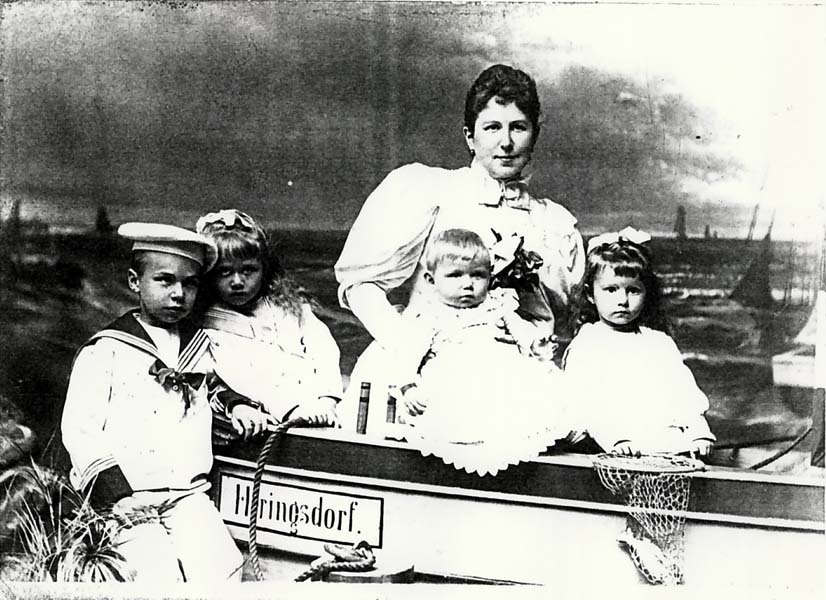
Richard Staudt (ganz links) als Sechs- oder Siebenjähriger mit seiner Mutter und seinen Schwestern im Urlaub in Heringsdorf

Sein Vater Wilhelm Staudt aus Hellenthal (1852–1906), aufgewachsen im dortigen Staudterhof, lebte seit 1877 in Buenos Aires, wo er es als Unternehmer im Handel von Leder, Wolle und Stoffen zu beträchtlichem Wohlstand brachte und hatte 1885 in Berlin Elisabeth Albrecht (1861–1948) geheiratet. Das 1887 gegründete Unternehmen Staudt & Co. besaß Niederlassungen in Buenos Aires und Berlin. Staudts Vater vertrat die Republik Uruguay als Konsul in Berlin. Nachdem Wilhelm Staudt 1906 verstorben war, übernahm die Witwe mit einigen Gesellschaftern die Firma und war damit sehr erfolgreich und häufig auch Gastgeberin von Wilhelm II. in der Villa Staudt in Heringsdorf. In Berlin besaß die Familie das von Otto Rieth entworfene Palais Staudt in der Tiergartenstraße 9. Nach 1921 übernahm Richard Wilhelm Staudt, der den Ersten Weltkrieg in einem Kavallerie-Regiment mitgemacht hatte, die Leitung der Firma und agierte als deutscher Generalkonsul in Buenos Aires.

## Compañía Argentina de Comercio
In Buenos Aires gründete die Firma Staudt & Co Anfang des 20. Jahrhunderts gemeinsam mit der Friedrich Krupp AG und den Siemens-Schuckertwerke die Compañía Argentina de Comercio (Coarico), ein Waffenimportunternehmen, welches den aus der Argentinisch-Deutschen Militärkooperation entstehenden Bedarf an deutschen Waffen befriedigte.
Von 1932 bis 1938 war Richard Staudt österreichischer Konsul in Buenos Aires. 1936 schenkte die Familie Staudt der Republik Argentinien das Grundstück in der Tiergartenstraße, auf dem die Argentinische Botschaft von 1900 bis 1945 in Berlin-Tiergarten stand. Um 1939 war Ricardo Staudt der finanzkräftigste deutschsprachige Unternehmer in Argentinien. Weitere finanzkräftige deutschsprachige Unternehmer in Argentinien zu dieser Zeit waren Fritz Mandl und Ludwig Freude.
Bis 1941 war Richard Staudt Stellvertretender Vorsitzender im Aufsichtsrat der Siemens-Schuckertwerke.
Um den Vereinbarungen von Chapultepeque und dem Inter-American Defense Board zu genügen, richtete die Regierung von Edelmiro Julián Farrell Mitte 1945 ein Aufsichtsgremium ein, dessen dekretierter Zweck es war, Agenten der NSDAP zu verfolgen und Firmen aus dem Vermögen der Achsenmächte zu liquidieren. Der Generalsekretär dieses Aufsichtsgremiums, Dr. Carlos A. Adrogue, trat mit der Begründung zurück, der Außenminister Juan Isaac Cooke (1895–1957) und weitere hochrangige Beamte hätten es darauf angelegt ein Vertreiben von Nazis zu verhindern. Adrogue erklärte, Cooke hätte das Aufsichtsgremium gehindert die Unternehmen des Nazi-Agenten Ricardo Staudt mit einem geschätzten Wert von 24 Millionen USD zu liquidieren. Die Tageszeitung La Vanguardia in Buenos Aires fragte, ob diese Bevorzugung von Seiten Cookes dem Umstand geschuldet ist, dass Staudt der Hauptfinanzier der Wahlkampagne von Juan Perón ist?
Ricardo Staudt starb – im Vormonat Bombardierung der Plaza de Mayo – als Folge eines Verkehrsunfalles, als er von einem Kraftfahrzeug angefahren worden war, dessen Fahrer Unfallflucht beging.
1923 wurde in Buenos Aires Richard Staudts Sohn Guillermo (gestorben 15. März 2000) geboren, der gemeinsam mit Horst Carlos Fuldner mit Juan Peróns Rattenlinien in Italien befasst war.

## Schriften (Auswahl)
- Hermann Friedrich Macco (Bearb.); Ricardo Wilhelm Staudt (Hrsg. und Übersetzer): The Church Visitations of the Deanery of Kusel in the Palatinate 1609 (Die Kirchenvisitationsprotokolle des Dekanats Kusel in der Pfalz 1609), Publications of the Genealogical Society of Pennsylvania, 1930